# Team Ljubljana Gusto Santic
Team Ljubljana Gusto Santic (código UCI: LGS) é uma equipa ciclista profissional eslovena de categoria Continental.

## Material ciclista
A equipa utiliza bicicletas Willier.

## Classificações UCI
A partir de 2005 a UCI instaurou os Circuitos Continentais UCI, onde a equipa tem estado desde esse ano, registado dentro do UCI Europe Tour. Estando nas classificações do UCI Europe Tour Ranking, do UCI America Tour Ranking e do UCI Asia Tour Ranking. As classificações da equipa e de sua ciclista mais destacado são as seguintes:

### UCI America Tour
| Temporada | Classificação por equipas | Melhor corredor | Posição |
| 2009-2010 | 17º                       | Luka Mezgec     | 53º     |
| 2011-2012 | 40º                       | Klemen Štimulak | 233º    |

### UCI Asia Tour
| Temporada | Classificação por equipas | Melhor corredor | Posição |
| 2008-2009 | 21º                       | Mitja Mahorič   | 23º     |
| 2018      | 83º                       | Tadej Pogačar   | 270º    |

### UCI Europe Tour
| Temporada | Classificação por equipas | Melhor corredor | Posição |
| 2005      | 71º                       | Jure Kocjan     | 397º    |
| 2005-2006 | 45º                       | Jure Kocjan     | 79º     |
| 2006-2007 | 45º                       | Kristjan Fajt   | 173º    |
| 2007-2008 | 35º                       | Robert Vrečer   | 17º     |
| 2008-2009 | 62º                       | Mitja Mahorič   | 80º     |
| 2009-2010 | 60º                       | Jan Tratnik     | 153º    |
| 2010-2011 | 93º                       | Jan Polanc      | 415º    |
| 2011-2012 | 36º                       | Jan Polanc      | 105º    |
| 2012-2013 | 56º                       | Luka Pibernik   | 30º     |
| 2013-2014 | 63º                       | Martin Otoničar | 151º    |
| 2015      | 101º                      | Robert Jenko    | 520º    |
| 2016      | 113º                      | Rok Korošec     | 816º    |
| 2017      | 68º                       | Tadej Pogačar   | 258º    |
| 2018      | 34º                       | Tadej Pogačar   | 28º     |

## Palmarés
Para anos anteriores, veja-se Palmarés da Team Ljubljana Gusto Santic

### Palmarés 2019

#### Circuitos Continentais UCI
| Datas      | Circuito              | Carreiras                  | Ganhador      |
| 21 de maio | UCI Asia Tour de 2019 | 3.ª etapa do Tour de Japão | Benjamin Hill |

#### Campeonatos nacionais
| Datas | Carreiras | Ganhador |

## Plantel
Para anos anteriores, veja-se Elencos da Team Ljubljana Gusto Santic

### Elenco de 2019
| Nomeie          | Nascimento | Nacionalidade | Equipa de 2018            |
| Takeaki Amezawa | 04/02/1995 | Japão         | Utsunomiya Blitzen        |
| Tilen Finkšt    | 06/07/1997 | Eslovênia     | Ljubljana Gusto Xaurum    |
| Matic Grošelj   | 05/04/1996 | Eslovênia     | Ljubljana Gusto Xaurum    |
| Timothy Guy     | 16/05/1989 | Austrália     | Ljubljana Gusto Xaurum    |
| Benjamin Hill   | 05/02/1990 | Austrália     | Ljubljana Gusto Xaurum    |
| Wen Chung Huang | 20/09/1990 | Taipé Chinesa | Ljubljana Gusto Xaurum    |
| Rok Korošec     | 24/11/1993 | Eslovênia     | My Bike-Stevens           |
| Yuan Tang Peng  | 10/05/1993 | Taipé Chinesa | Team McDonalds Down Under |
| Viktor Potocki  | 27/03/1999 | Croácia       | Ljubljana Gusto Xaurum    |
| Aljaž Prah      | 20/12/1998 | Eslovênia     | Ljubljana Gusto Xaurum    |
| Žiga Ručigaj    | 10/11/1995 | Eslovênia     | Ljubljana Gusto Xaurum    |
| Anže Skok       | 15/09/2000 | Eslovênia     | Neoprofissional           |
| Luka Vrhovnik   | 05/12/1998 | Eslovênia     | Neoprofissional           |